# Felix Cásseres
Félix Cásseres (Caracas, Venezuela, 13 de junio de 1987) es un futbolista venezolano. Juega de mediocampista en el Metropolitanos F.C. de la Primera División de Venezuela.

## Clubes
| Club                 | País      | Año             |
| -------------------- | --------- | --------------- |
| Deportivo Petare     | Venezuela | 2008 - 2014     |
| Caracas              | Venezuela | 2014 - 2015     |
| Real España (Cedido) | Honduras  | 2016            |
| Metropolitanos F.C.  | Venezuela | 2017 - Presente |